# 御五神島
御五神島（おいつかみじま）とは、愛媛県宇和島市に属する日振島の南5kmに位置する無人島。周辺は好漁場として知られ、また磯釣りの名所としても知られ多くの釣り客が訪れる。藩政期には宇和島藩領の日振郷のイワシ漁場として開発される。中世には漁民が住んでいたとの古文書もある。1947年（昭和22年）、日振島から引揚者が入植したが、台風や野ネズミの被害に見舞われた。1960年には人口65人との国勢調査の記録もあるが、1965年（昭和40年）に全員離島し無人島となった。

## 島の名前の由来
『日振島村史』によると、「古老の口碑では紀元860年代神功皇后三韓征伐の帰途、悪天候の為め九州と四国の間に航路を求めると、暗夜に五個の灯明が見えた。船を進めると小島が有った。これにより御五神島の島名が起こった。」とあり、これが由来と思われる。

## 地理
- 標高：195m
- 面積：1.32km2

## 歴史
- 1619年（元和5年）：6月に宇和島藩より日振島の属島と認められる。庄屋、清家信辰。
- 1903年（明治36年）：官有地から払い下げられ村有に帰す。
- 1904年（明治37年）：開墾始まる。約二町歩戸数7戸、その後離島。
- 1953年（昭和28年）：御五神島移住計画始まる。農林省より総事業費1432万円承認。
- 1957年（昭和32年）：御五神島小中学校開校。戸数21、人口75人。
- 1960年（昭和35年）：公衆電話開通。
- 1962年（昭和37年）：火力発電所完成。
- 1965年（昭和40年）：離村式。吉野桜20本を記念植樹。

## その他の特記事項
- 愛媛県教育委員会の主催で少年少女野外生活体験事業が実施されている。